# Centris plumipes
Centris plumipes är en biart som beskrevs av Smith 1854. Centris plumipes ingår i släktet Centris och familjen långtungebin. Inga underarter finns listade.